# Il medico della mutua
Il medico della mutua è un film del 1968 diretto da Luigi Zampa ed interpretato da Alberto Sordi, che ha anche collaborato alla stesura della sceneggiatura. Tratto dall'omonimo romanzo di Giuseppe D'Agata, è considerato un classico del genere della commedia all'italiana.

## Trama

Un fotogramma del film che ritrae gli attori Gianfranco Barra, Franco Abbina, Sandro Dori e Sandro Merli che interpretano i perfidi colleghi di Guido Tersilli.

Il dottor Guido Tersilli è un giovane neolaureato in medicina che aspira ad aprire uno studio medico a Roma. È assetato di guadagni in quanto vuole recuperare i sacrifici economici fatti dalla madre vedova per farlo studiare. La convenzione con la mutua appare la via più semplice per fare soldi: più mutuati si hanno più si guadagna, in quanto l'ente previdenziale corrisponde al medico convenzionato un cachet fisso annuo per ogni paziente che lo ha scelto ufficialmente come medico generico. Il mutuato, in genere, godendo di visite e medicine completamente gratuite, è interessato più alla quantità che alla qualità della prestazione medica, affamato di «visite» e di «ricette» che gli consentono di farsi prescrivere farmaci di ogni tipo, anche i più inutili.
Inizia così l'affannosa ricerca di mutuati; con alcuni stratagemmi la madre e la fidanzata di lunga data Teresa riescono ad avviare l'attività di Guido. Per farsi un po' di esperienza, Tersilli lavora gratuitamente in un ospedale nel quale, grazie al suo arrivismo, riesce a entrare nelle grazie del primario e delle suore infermiere che lo aiutano indirizzandogli alcuni pazienti, mentre si attira le ire dei colleghi a cui cerca di rubare i mutuati (convincerli cioè a scegliere lui ufficialmente come "medico della mutua").
Per fare il salto di qualità Guido  comincia a fare visita al Dott. Bui, un anziano medico in fin di vita che ha raccolto nella sua carriera più di 2300 mutuati: i colleghi di ospedale aspettano solo la sua morte per spartirsi i suoi assistiti. Guido riesce nel suo piano, entrando nelle grazie della moglie di Bui, Amelia, fingendosene innamorato: l'anziana signora convince il marito a nominare Guido come suo sostituto. Tersilli si trasferisce addirittura nello studio di Bui, dove Amelia è presente assiduamente e gli organizza il lavoro. Un giorno il medico riceve la visita a sorpresa di Teresa, che non lo vede da molto tempo. Finge anche con lei, facendole capire che ora appartiene a uno status sociale superiore al suo, e la ragazza lo lascia. In seguito alla morte del Dott. Bui, Amelia parte per un viaggio di una settimana alla volta di Nizza Monferrato, paese natale del defunto marito, per disbrigare le questioni correlate al trapasso e Tersilli, d'intesa con la madre, cambia di nuovo ambulatorio, scaricando la vedova.
Un giorno conosce Anna Maria, la bella e ricca figlia del proprietario dell'ambulatorio in cui si è trasferito, e che ben presto decide di sposare. Guido però si sta strapazzando troppo per i frenetici ritmi di visita: 5 minuti a mutuato (arrivati ormai a più di 3100) ed è vittima di un collasso. Viene ricoverato d'urgenza proprio nell'ospedale in cui aveva mosso i primi passi da assistente volontario, ritrovando i vecchi colleghi che danno segno di voler approfittare del suo momentaneo stato di salute per spartirsi i suoi mutuati, ma Guido esce dall'ospedale ancora convalescente e riprende l'attività eseguendo le visite da casa sua via telefono impartendo istruzioni alla propria infermiera.

## Produzione
Il romanzo Il medico della mutua, di Giuseppe D’Agata (medico ed ex-partigiano) uscì per la Feltrinelli nel 1964. Il libro suscitò da subito aspre polemiche al punto che l'autore dovette smettere di fare il medico e, incoraggiato dai successi letterari, si dedicherà alla scrittura soprattutto per il cinema e per la televisione.
Le case cinematografiche si mostrano sin da subito interessate al soggetto: nel 1965 Luciano Salce convinse Mario Cecchi Gori ad acquistarne i diritti perché avrebbe voluto farne un film con Ugo Tognazzi nel ruolo del protagonista e Massimo Franciosa in qualità di sceneggiatore. Ma il progetto finì in un limbo cinematografico dal momento che l’argomento venne giudicato poco attraente per il pubblico e spinoso dal punto di vista delle potenziali polemiche che avrebbe inevitabilmente suscitato.
L’idea di recuperare il soggetto viene direttamente ad Alberto Sordi, che conobbe personalmente D’Agata nel 1967 e subito dopo lesse il suo romanzo.
Una volta acquistati  i diritti da Cecchi Gori, grazie anche all'intermediazione di Sergio Amidei, Sordi si rivolse a Dino De Laurentiis per proporgli una coproduzione in cui l'attore si sarebbe fatto carico del 50% del finanziamento.
Ma anche De Laurentiis si mostrò perplesso dubitando che la storia potesse suscitare l'interesse del pubblico sul grande schermo.
Alla fine il film venne prodotto dall'International rewind (che lo distribuirà in sala) e dalla Explorer Film ’58 (con i capitali dello stesso Sordi).

### Luoghi delle riprese
Il film è ambientato a Roma; tra i luoghi delle riprese vi sono il palazzo dell'INPS all'EUR, via Piccolomini e via del Banco di Santo Spirito 3, proprio davanti a Castel Sant'Angelo. Gli esterni della clinica dove Guido Tersilli lavora gratuitamente sono in realtà gli esterni del complesso Opera don Orione di Roma.
Il primo studio del dottore è al Nuovo Salario, mentre l'appartamento da cui Tersilli esegue le diagnosi da casa si trova nel quartiere Parioli.

## Distribuzione

Pupella Maggio e Alberto Sordi in una scena del film girata in presa diretta.

Il film venne distribuito nelle sale a fine ottobre del 1968 (24 ottobre 1968).
Il film risultò il secondo miglior successo della stagione 1968/1969 (preceduto solo da Serafino di Germi) con 10 milioni di presenze in sala e 3 miliardi di lire di incassi.
Il titolo internazionale del film è "Be sick... it's free", letteralmente "Ammàlati... è gratis".

## Colonna sonora
La colonna sonora è di Piero Piccioni,  i vocalizzi di Lydia MacDonald, con l'indimenticabile Samba fortuna (poi ripreso e reso scattante nella "Marcia di Esculapio" nel seguito Il prof. dott. Guido Tersilli primario della clinica Villa Celeste convenzionata con le mutue).

## Curiosità
Nel 1981 Alvaro Vitali si è ispirato con una parodia nel film Pierino medico della SAUB, che utilizzò la stessa colonna sonora del film di Sordi.

## Premi e riconoscimenti
Il film è stato selezionato tra i 100 film italiani da salvare.
- 1969 - David di Donatello
  - miglior attore protagonista a Alberto Sordi
- 1969 - Nastri d'argento
  - miglior attrice non protagonista a Pupella Maggio
- 1969 - Globo d'oro
  - miglior attore a Alberto Sordi

## Incassi
Il film è stato il secondo maggiore incasso nella stagione cinematografica italiana 1968-69 con £ 3.032.637.000.

## Sequel
Il seguito esce nelle sale nel 1969 con il titolo Il prof. dott. Guido Tersilli primario della clinica Villa Celeste convenzionata con le mutue, diretto stavolta da Luciano Salce.